# 人民俳優
人民俳優（じんみんはいゆう）とは主に社会主義国家や旧社会主義国家において功績のあった俳優に対し、国家が授与する最高の栄誉称号。関連称号に功勲俳優がある（本項で解説）。

## 人民俳優

### ソビエト連邦の人民俳優
ソビエト連邦では同国でも大変人気の高かった俳優で、レニングラードのミニアーチュラ劇団を主宰していたアルタジー・イサーコビッチ・ライキンらが授与されていたが、当時のソ連の共産主義体制を痛烈に風刺する演技を行ってもまったく政府の弾圧を受けることなく、その人気を誇ったことが当時の日本報道でも伝えられている。また、ソ連時代に人民俳優、社会主義英雄を受称し、1987年にはチェーホフ名称モスクワ芸術座芸術監督としても活躍していた、オレグ・エフレーモフは冷戦崩壊後のロシア連邦下でも活躍している。

### 朝鮮民主主義人民共和国の人民俳優
- 崔承喜（舞踊家）[3]
- 全恵英
- 金光淑
- 金元日
- ソク･ジミン
- チョン･ドンウ
- キム・ジュンシク
- チュ・シクボン
- バン・ソクウン
- 柳展鉉[4]
- 李栄守[4]
- キム・オクジュ
- キム・リョンリン

## 功勲俳優

### 朝鮮民主主義人民共和国の功勲俳優
北朝鮮では人民俳優に次ぐ称号として功勲俳優がある。主な受称者としては崔承喜が1952年に功勲俳優の称号を受称しているほか、元在日朝鮮人のオペラ歌手として日本・北朝鮮両国で活躍し、北朝鮮国内で謎の失脚と名誉回復を遂げた永田絃次郎（本名：金永吉）がいる。

### 功勲俳優の一覧
- 李京淑
- キム・ユギョン
- キム・ソルミ
- リュ・ジナ
- ラ・ユミ
- 李粉姫
- 趙錦花
- 永田絃次郎
- チャン・ユジョン
- ペク・ヨンフィ
- キム・オンス
- サン・ウネ
- パク・ソンヘ
- ソ・ミョンサン
- ホン・カンフィ
- ホン・ワルチョ
- 蒋基生[4]
- 金明姫[4]
- 劉正一[4]
- 黄康成[4]
- 河栄守[4]
- 崔栄徳[4]

### 文献資料
- 下中直人編『世界大百科事典11改訂新版』（平凡社、2007年）

### 報道資料
- 『毎日新聞』1981年7月6日東京朝刊
- 『毎日新聞』2000年5月25日東京夕刊
- 『毎日新聞』2004年1月29日東京夕刊
- 『毎日新聞』2010年3月23日東京朝刊